# John Stagliano
John Stagliano, mais conhecido por Buttman (Chicago, 29 de novembro de 1950) é um diretor, ator e produtor de filmes pornográficos americano, fundador e proprietário da produtora Evil Angel. O auge do Buttman se deu em 1989 até os dias atuais recrutando centenas das melhores e mais lindas mulheres de todos os países europeus e Rússia e atores de países da África como o Congo e o Senegal. Todas as filmagens são locadas em Los Angeles desde os anos 80.
É mundialmente conhecido por ser o criador do gênero de pornografia gonzo. Com o nome de John Buttman Stagliano (John Allen Stagliano é seu verdadeiro nome), logo ficou conhecido como um dos diretores mais aclamado da industria da pornográfia.
Hoje em dia, sua empresa Evil Angel é uma das produtoras com mais êxito nos Estados Unidos e no mundo inteiro, notavelmente a que mais recebeu prêmios e onde trabalham os melhores diretores pornôs como Belladonna, Nacho Vidal, Rocco Siffredi, Joey Silvera, Erik Everhard e Harmony.
Em 1997, Stagliano descobriu estar com AIDS. Desde então mantém-se estável sob medicamentos. Ele continua produzindo seus filmes, embora distante de participações.